# Góra Śląska
Góra Śląska – nieczynna stacja kolejowa w Górze, w województwie dolnośląskim, w Polsce. Ostatni pociąg odjechał ze stacji Góra Śląska 10.12.2011, dwa dni później ze względu na budowę drogi ekspresowej S5 został rozebrany fragment torów na odcinku Bojanowo – Góra Śląska odcinając stację od sieci kolejowej.
Stacja obsługiwała m.in. otwarte 1 października 1906 połączenie kolejowe Góry z Bojanowem i Szlichtyngową, a także oddaną do użytku 15 września 1916 linię kolejową Krzelów – Leszno, dla której zbudowano w pobliżu osobny dworzec.
Po II wojnie światowej, w toku Akcji „Wisła”, na dworzec w Górze 30 maja 1947 przybył pierwszy transport wysiedleńców, obejmował on 51 rodzin (213 osób) narodowości łemkowskiej. W kolejnych miesiącach stacja przyjęła kilka kolejnych transportów.